# Zawód święty Mikołaj
Zawód święty Mikołaj (ang. Call Me Claus) – amerykański film komediowy z 2001 w reżyserii Petera Wernera oraz z udziałem Whoopi Goldberg.

## Opis fabuły
Lucy Collins (Whoopi Goldberg) poszukuje odtwórcy postaci Świętego Mikołaja do swojego telewizyjnego programu. Gdy trafia wreszcie na idealnie wyglądającego mężczyznę, nie podejrzewa nawet, że to prawdziwy Święty Mikołaj, który w dodatku ma poważny kłopoty i potrzebuje następcy. Czy zostanie nim Lucy?

## Obsada
- Whoopi Goldberg jako Lucy Collins
- Taylor Negron jako Ralph
- Brian Stokes Mitchell jako szef Cameron
- Nigel Hawthorne jako Nick
- Victor Garber jako Taylor
- Grant Vaught jako James
- Frankie Faison jako Dwayne
- Alexandra Wentworth jako Lily
- Ed Gale jako Benson
- Bruce Vilanch jako on sam